# 旧大岡寺庭園
旧大岡寺庭園（きゅうおおおかじていえん）は兵庫県豊岡市にある日本庭園。国の名勝に指定されている。
大岡山の山中に1967年まで存続した大岡寺の旧寺域に現存する、石組みと巨石を多く配した池泉座視式庭園である。かつては滝石組みに水が流れていたが枯れており、枯山水となっている。発掘調査の結果、室町時代末期に作庭され、江戸時代初期に改修されたことが判明した。
斜面地にあり背後にある山を借景としているため、実際の面積（365m2）よりも広がりをみせる。

## 主な石組・巨石
- 滝石組
- 亀出島
- 礼拝石
- 遠山石（守護石）

## 大岡寺
高野山真言宗の寺院で、山号は浄瑠璃山。奈良時代に賢者上人によって大岡山の山中に開創されたと伝わる。平安時代末期には数多くの堂宇を有していた。1495年に全山焼失するが、1500年に本尊である薬師如来が造立され、時代を経て1683年に本堂が再建される。1967年より山麓に移る。

## 所在地
- 兵庫県豊岡市日高町大岡

## 交通アクセス
- JR山陰本線 江原駅から全但バス「東河内」行きで「山宮」下車、徒歩約50分